# Trioza macrocellata
Trioza macrocellata är en insektsart som beskrevs av Matsumoto 1999. Trioza macrocellata ingår i släktet Trioza och familjen spetsbladloppor. Inga underarter finns listade i Catalogue of Life.